# Vogue (tijdschrift)
Vogue is een van origine Amerikaans maandelijks gepubliceerd mode- en lifestyle-tijdschrift dat volledig in kleur wordt uitgegeven. Vogue is een exclusief tijdschrift en wordt vaak vergeleken met W. In tegenstelling tot W is Vogue wel overal in de Verenigde Staten verkrijgbaar.
De edities in diverse landen verschillen onderling nogal, dit dankzij de verschillende eindredacteurs en doelgroep. Zo heeft de Italiaanse Vogue een duidelijk artistiekere inslag dan de behoudender Amerikaanse uitgave.
In Nederland en België is het tijdschrift in een aantal tijdschriften- en boekhandels verkrijgbaar. Sinds 22 maart 2012 verschijnt het tijdschrift ook in het Nederlands. Op 17 mei 2021 werd bekend dat de uitgever de Nederlandstalige variant zou stopzetten.
In 2005 werd er ook een Vogue voor mannen gepubliceerd. De naam was Men's Vogue.

## Geschiedenis
Vogue werd aanvankelijk gepubliceerd als een wekelijks tijdschrift van Arthur Baldwin Turnure in 1892. Toen hij stierf in 1906 heeft Condé Nast Montrose het voortgezet en begon langzaam de groeiende publicatie. De eerste verandering die door Nast gemaakt is dat Vogue elke twee weken in plaats van wekelijks verscheen, ook ging Nast naar het buitenland in de vroege jaren 1910. Hij ging eerst naar Groot-Brittannië en lanceerde op 15 september 1916 de eerste Vogue UK. Toen dit een succes bleek ging hij naar Spanje wat resulteerde in een mislukking. Ten slotte nam Nast Vogue naar Frankrijk en dat was een groot succes, het aantal publicaties en de winst van het tijdschrift namen sterk toe onder het bewind van Nast.
Het aantal abonnementen van het tijdschrift steeg tijdens de crisisjaren en opnieuw tijdens de Tweede Wereldoorlog. In de jaren 1960, met Diana Vreeland als hoofdredacteur, kreeg het tijdschrift meer persoonlijkheid door zich meer te richten op de hedendaagse mode en redactionele functies en openlijk over seksualiteit gezien de seksuele revolutie. Vogue begon een nieuwe richting in te gaan met persoonlijkheden zoals Warhol en "Superstar" Jane Holzer. Ook heeft Vogue een groot aandeel gehad in het bekendmaken van de modellen en actrices als Suzy Parker, Twiggy, Jean Shrimpton, Lauren Hutton, Veruschka, Marisa Berenson en Penelope Tree. Ook Victoria's Secret-modellen hebben voor dit blad geposeerd Adriana Lima, Alessandra Ambrosio, Miranda Kerr, Doutzen Kroes, Chanel Iman, Candice Swanepoel, Lindsay Ellingson en vele anderen modellen.
In 1973 werd Vogue een maandelijkse publicatie onder het bewind van editor-in-chief Grace Mirabella onderging het tijdschrift een uitgebreide, redactionele en stilistische metamorfose door te reageren op veranderingen in de levensstijl van zijn doelgroep.
Mirabella is 17 jaar hoofdredacteur geweest en het tijdschrift was uitgegroeid en saai geworden; critici noemden het "de beige jaren". Beige was de kleur die Mirabella had gebruikt om de rode muren in het kantoor van de voorgaande eindredactrice (Vreeland) te verbergen. Onder Conde Nast executives was men bang dat dit het einde was voor Vogue, er kwamen meerdere modebladen zoals Elle dat in slechts drie jaar een betaalde oplage van 851.000 had bereikt terwijl Vogue stagneerde met 1,2 miljoen.
Het was tijd voor verandering en zo maakte uitgever Condé Nast Si Newhouse de toen 38-jarige Anna Wintour hoofdredacteur.
Wintour had voor de Vogue U.S. al posities bij British Vogue en House & Garden.

## Anna Wintour

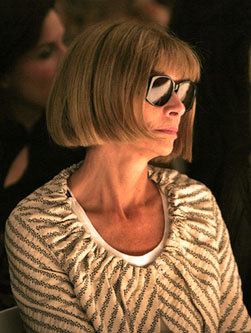
Anna Wintour, hoofdredacteur van de Amerikaanse editie

Anna Wintour is de hoofdredactrice van de Amerikaanse uitgave van Vogue. Wintour staat bekend om haar handelsmerk de boblijn en van het dragen van een zonnebril. Sinds de overname in 1988 heeft Wintour gewerkt aan het magazine en gebracht tot waar het nu is, een van de belangrijkste magazines in de modewereld. Om dit te doen heeft ze het tijdschrift langzaam veranderd door zich te richten op nieuwe en meer toegankelijke ideeën van "mode" voor een breder publiek. Dit deed Wintour door het ontdekken van nieuwe trends die voor een breder publiek toegankelijk zijn.
Dit begon bij de cover van het tijdschrift, deze werd door Wintour gekenmerkt door een driekwart lengte foto van het Israëlische supermodel Michaela Bercu te plaatsen, zij droeg een van Christian Lacroix' Bejeweled jasje en een spijkerbroek die volgens The New York Times meer belang aan zowel haar kleding als haar lichaam gaf.
In tegenstelling tot haar voorgangers die vaker de neiging hadden tot het portretteren van het gezicht van de vrouw alleen. Wintour brak deze regel en was baanbrekend, door deze afbeelding werd ook een nieuwe vorm van chic gecreëerd door middel van het combineren van een jeans met haute couture.
Wintours debuutcover was een onwaarschijnlijk succes en heeft vele deuren geopend niet alleen voor Vogue, maar Wintour opende ook de deuren voor vele jonge en nieuwe designers om door te breken via Vogue.
Wintours aanwezigheid bij modeshows wordt vaak door mode-insiders gezien als een indicator van het profiel van de ontwerper binnen de industrie.
In 2003 is Wintour toegetreden tot de Raad van Fashion Designers of America en heeft een fonds gecreëerd dat elk jaar geld en begeleiding biedt aan ten minste twee opkomende ontwerpers. Dit heeft loyaliteit gebouwd onder de opkomende nieuwe ontwerpers en heeft geholpen bij het behoud van Vogue's dominante positie van invloed door wat "Times"' noemde haar eigen "aanzienlijke invloed" op de Amerikaanse mode.
Modeshows starten niet zonder haar, designers slagen omdat zij ze noemt en trends worden gemaakt of gebroken op haar commando en hierdoor wordt ze door velen gezien als de belangrijkste persoon binnen de modewereld.
De visie van Wintour op Vogue is opmerkelijk, baanbrekend, opvallend en met vooruitziende blik, aldus critici. Sinds Anna Wintour aan het hoofd staat van Vogue zijn er veel taboes doorbroken, zo was Wintour de eerste die een donkere vrouw als model op de cover had van een internationaal magazine, ook bleek Wintour een neus te hebben voor nieuw talent.